# Mycosphaerella trifolii
Mycosphaerella trifolii är en svampart som först beskrevs av Petter Adolf Karsten, och fick sitt nu gällande namn av Arthur Louis Arthurovic de Jaczewski 1916. Mycosphaerella trifolii ingår i släktet Mycosphaerella och familjen Mycosphaerellaceae.   Inga underarter finns listade i Catalogue of Life.